# واینوکا (اکلاهما)
واینوکا(به انگلیسی: Waynoka) شهری در ایالت اکلاهما کشور ایالات متحده آمریکا است که جمعیت آن در سرشماری سال ۲۰۱۰ میلادی، ۹۲۷ نفر بوده‌است.